# 4174 Pikulia
4174 Pikulia è un asteroide della fascia principale. Scoperto nel 1982, presenta un'orbita caratterizzata da un semiasse maggiore pari a 3,1928344 UA e da un'eccentricità di 0,1280129, inclinata di 2,31090° rispetto all'eclittica.